# Dicranomyia baileyana
Dicranomyia baileyana là một loài ruồi trong họ Limoniidae. Chúng phân bố ở miền Cổ bắc.